# Jean-Baptiste Liénard
Ne doit pas être confondu avec Jean-Baptiste Liénard (graveur).
Pour les articles homonymes, voir Liénard.
Jean-Baptiste Liénard, dit « Liénard de Reims », né le 19 décembre 1782 à Reims et mort le 19 décembre 1857 à Châlons-en-Champagne, est un peintre français.

## Biographie
Liénard manifesta très jeune une aptitude que son père songea à développer en lui. Après quelques années passées dans l’atelier de Nicolas Perseval, il alla, sur le conseil de son maitre, continuer ses études à Paris mais, comme son père ne pouvait faire les frais de son séjour à Paris, la ville de Reims lui accorda un secours. Il put ainsi entrer dans l’atelier de David, qui l’accueillit bien et s’intéressa à ses succès.
Le prix de quelques portraits exécutés à cette époque et parmi lesquels ceux de Givonne, Taissy, Sarcourt, joint à la subvention de sa ville natale, lui permirent de passer plusieurs années à Paris. Il avait exposé différents tableaux au Salon de 1812, lorsqu’il abandonna tout à coup la carrière qu’il avait suivie jusqu’alors avec énergie, et non sans succès, pour se lancer dans le commerce.
Il revint à Reims où il monta une fabrique de châles. Ayant échoué dans cette entreprise, il reprit ses pinceaux. Quelques commandes l’appelèrent à Châlons. Divers portraits, entre autres celui du préfet de la Marne Jessaint, attirèrent sur lui l’attention de la municipalité, qui le nomma professeur à l’école de dessin en 1819. De cette époque date son séjour définitif à Reims.
Outre le professorat et les quelques tableaux qu’il exécutait, il faisait, en même temps, de la recherche sur les antiquités romaines et gauloises du département, sur lesquelles il a laissé un nombre considérable de notes qui, réunies et mises en ordre, pourraient être consultées avec fruit. En 1848, chargé de composer des cartons pour les peintres verriers de Troyes, Liénard songea également à étudier les procédés de la peinture sur verre. Il se mit activement à l’œuvre, composa lui-même ses couleurs et réussit à imiter les anciens vitraux. Ce fut alors que la fabrique de la cathédrale lui confia la restauration des vitraux de cette église. Le soin qu’il apporta dans l’exécution de ce travail, aidé du concours de sa fille, qui était venue le rejoindre à Châlons, et qui se spécialisa, par la suite, dans ce genre de peinture, valurent à la famille Liénard une médaille d’or, à l’obtention de laquelle contribuèrent aussi plusieurs verrières exécutées pour les environs de Paris.
Travailleur consciencieux d’un esprit sérieux, Liénard fut nommé membre correspondant de la Société académique de Reims à la création. Il était également membre du Comité d’archéologie du département de la Marne. Amédée Lhote estimait que « Ses compositions révèlent une intelligence véritable de la mise en scène et de la disposition des personnages. Elles sont dignes d’un élève de David. »
La fille de Liénard, elle-même artiste de mérite, exposa, en 1841, un Baptême de saint Louis, qui fut cité dans le Journal des Beaux Arts et de la Littérature. Elle s’occupait surtout de la peinture sur verre, et un grand nombre de verrières exécutées par elle ornent les églises du Petit Séminaire, de Bethon et de Bignicourt-sur-Marne.

## Peintures

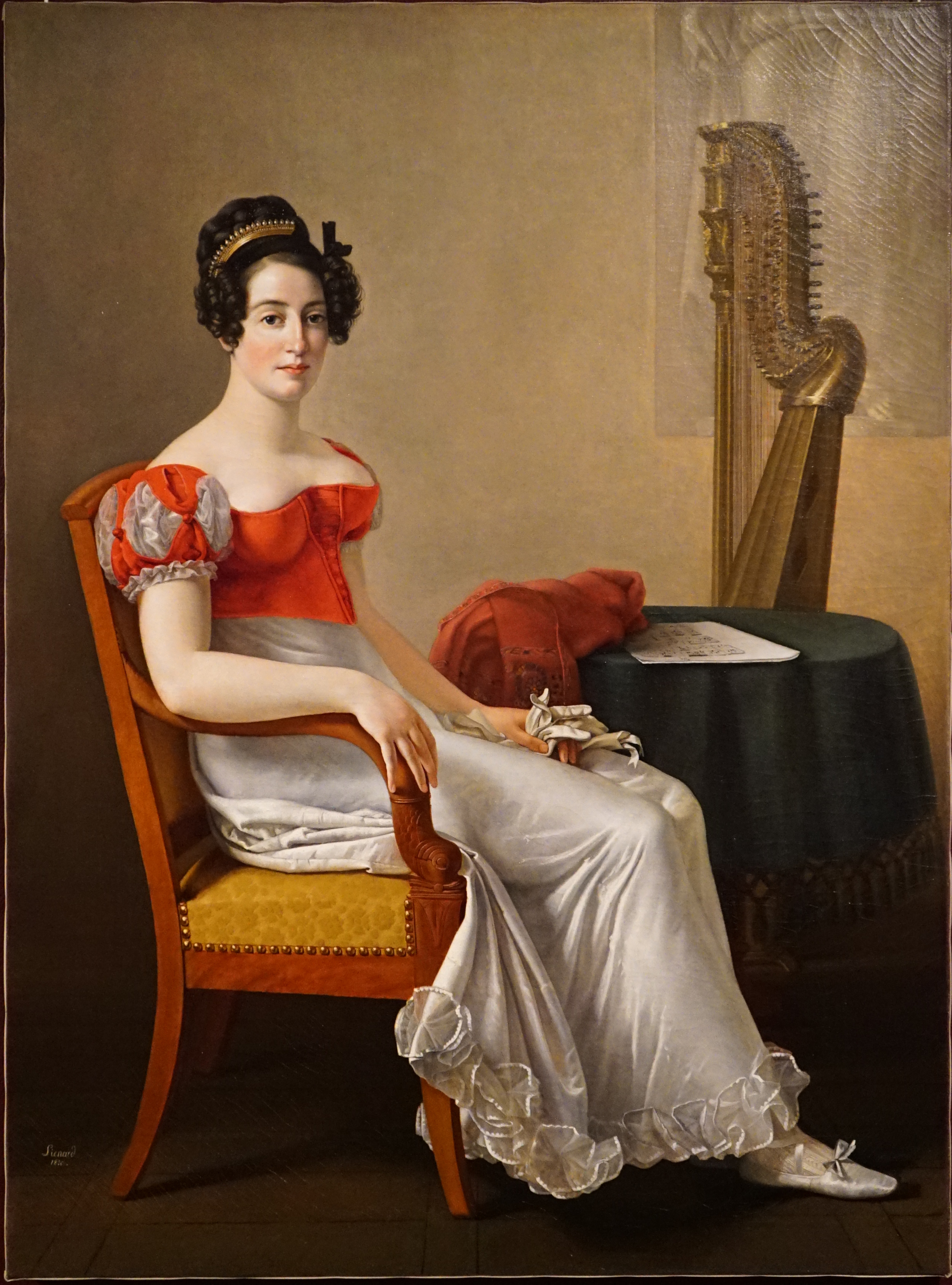
Zélie Charmette Courtoit,
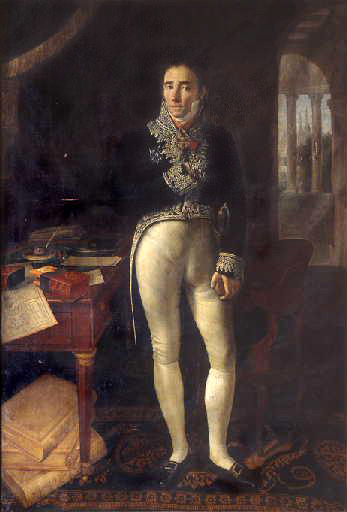
le préfet Bourgeois de Jessaint,
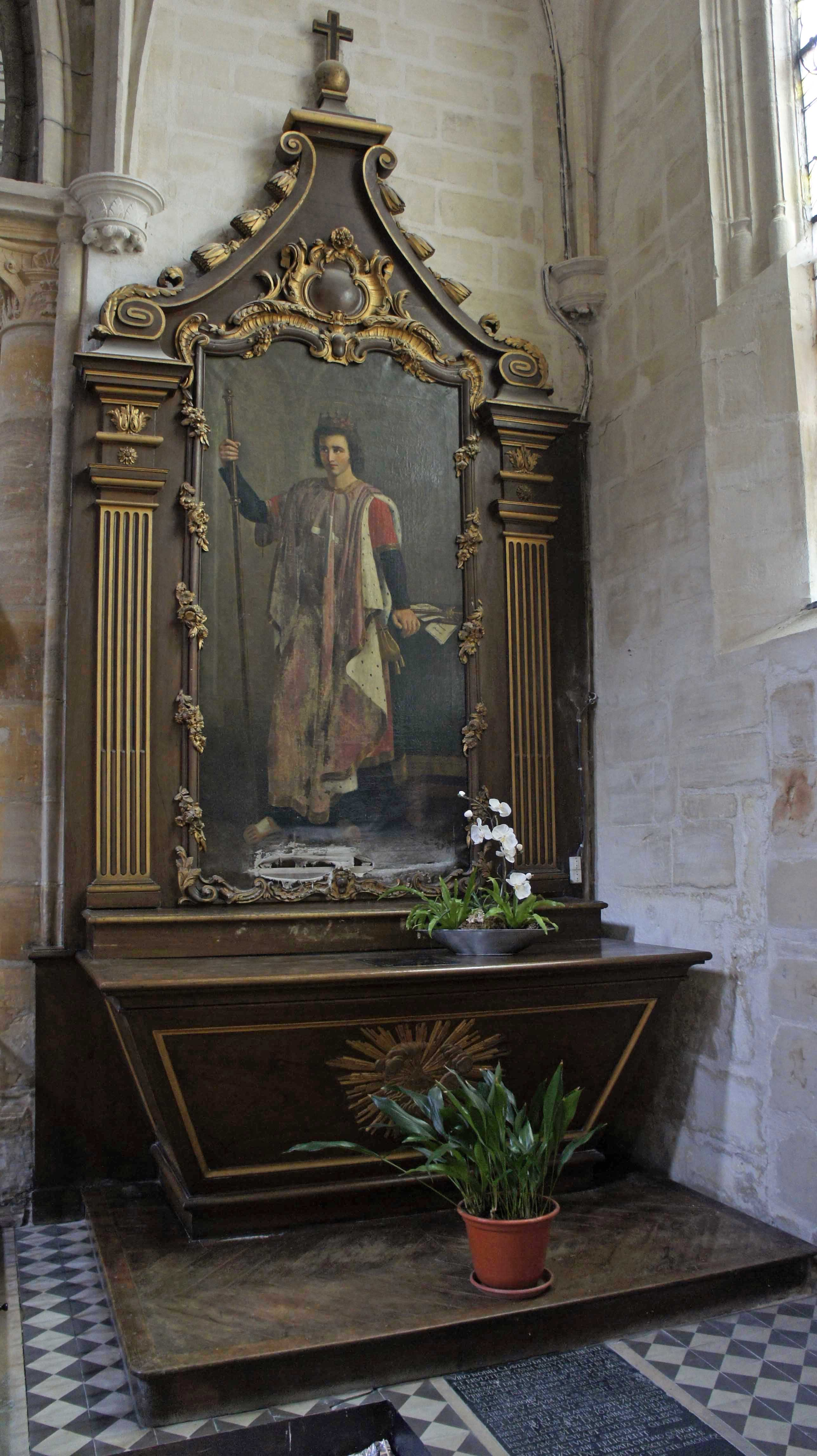
St Louis de la chapelle éponyme de l'église Saint-Alpin[2].
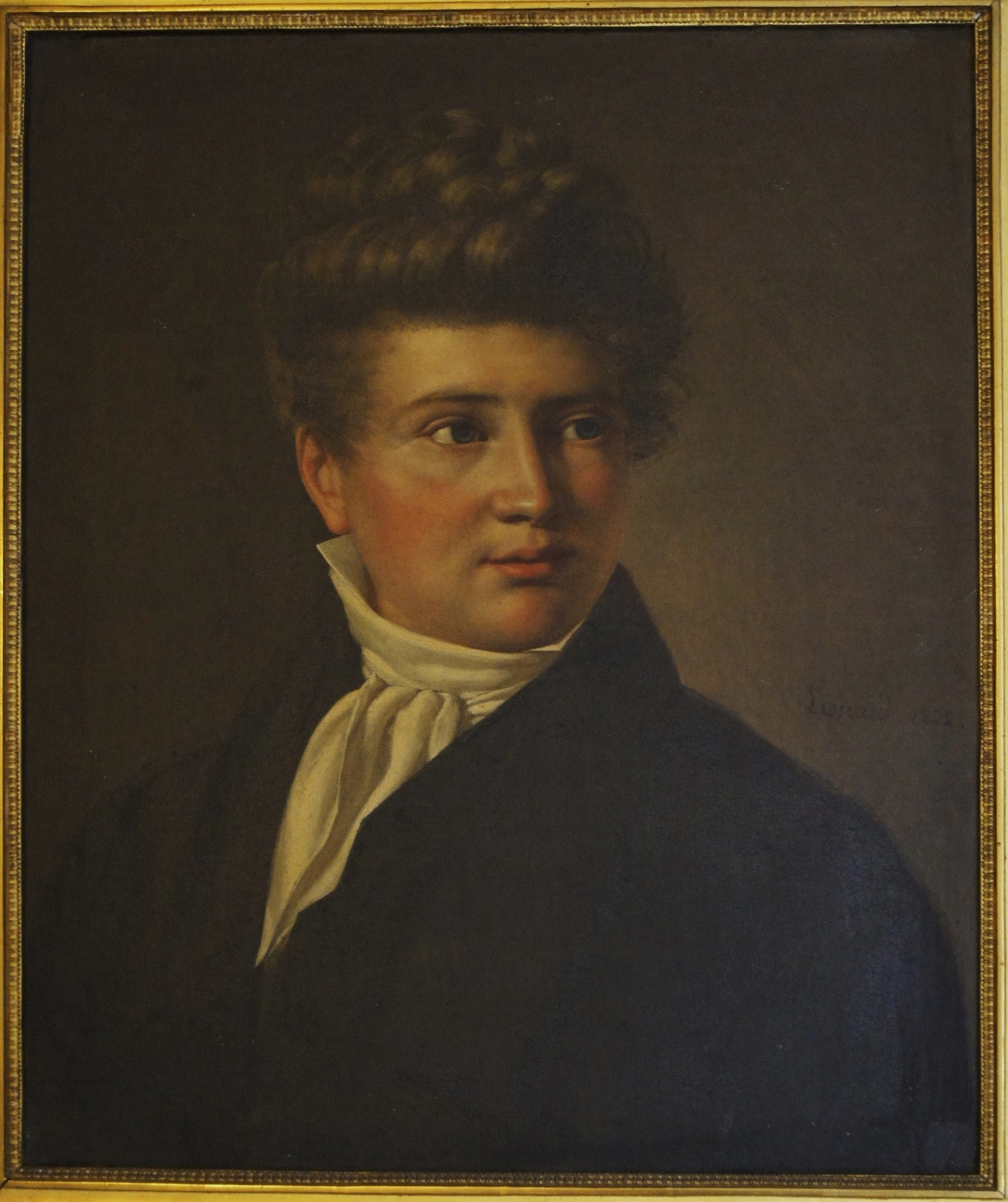
Jules Garinet.

## Œuvres
- Bourgeois de Jessaint, huile sur toile, 1819, 209 × 184 cm, Châlons-en-Champagne ; musée des beaux-arts et d’Archéologie.
- Portrait de Jules Garinet, peinture, 1822, 59 × 48 cm, Châlons-en-Champagne ; musée des beaux-arts et d’Archéologie.
- Trait de fidélité et de dévouement des Rémois au roi Jean II à l’occasion du siège de Reims, en 1359, exposée au Salon de 1819.
- Jeanne Gray, ou le triomphe de la religion sur l’amour, Salon de 1812, Châlons-en-Champagne ; musée des beaux-arts et d’Archéologie.
- Henri IV, 1828, Châlons-en-Champagne ; musée des beaux-arts et d’Archéologie.
- Christ, tribunal de Châlons-en-Champagne.
- Portrait du général Villatte.

## Sources
- Nécrologie par Max Sutaine in l'Académie nationale de Reims.
- Amédée Lhote, Biographie châlonnaise, Châlons-sur-Marne, T. Martin, 1870, p. 225-7.